# Jan Bos
Jan Bos (født 29. marts 1975 i Hierden, Holland) er en hollandsk tidligere skøjtehurtigløber og banecykelrytter. Han har vundet en række VM- og OL-medaljer.
Jan Bos' første store internationale resultat blev sikret i 1997, hvor han vandt sølv på 1000 m ved VM i Warszawa, og i 1998 vandt han VM i samlet sprint.
Han deltog første gang ved de olympiske vinterlege i Nagano i 1998, hvor han først blev nummer tolv på 500 m (undervejs satte han i andet gennemløb olympisk rekord, der dog blev slået senere), derpå nummer fire på 1500 m (også her var han kortvarigt indehaver af den olympiske rekord), inden han på 1000 m akkurat blev besejret af landsmanden Ids Postma med 0,07 sekunder og dermed fik sølvmedalje.
Ved VM i samlet sprint i 1999 i Calgary vandt han sølv, og VM samme år på enkeltdistancer i Heerenveen vandt Bos guld på 1000 m, hvor han satte verdensrekord med tiden 1.08,55 minutter, mens det ved VM 2000 i Nagano blev til sølv på samme distance samt bronze på 1500 m.
Ved vinter-OL 2002 blev Bos nummer ni på 500 m og nummer syv på 1500 m, mens han igen vandt sølv på 1000 m, igen slået af en landsmand, denne gang Gerard van Velde.
Jan Bos deltog ved sommer-OL 2004 i Athen i holdsprint-konkurrencen i cykelløb sammen med sin yngre bror Theo Bos og Teun Mulder. Holdet fik sjettebedste kvalifikationstid, og i det indledende heat tabte de til Japan, der satte olympisk rekord. Holland sluttede dermed på sjettepladsen.
I 2005 vandt Bos sølv på 1000 m ved VM i Inzell, mens vinter-OL 2006 i Torino blev det første for ham, hvor han ikke vandt medalje. Han blev nummer elleve på 500 m, nummer fem på 1000 m og nummer tyve på 1500 m.
Han deltog for sidste gang ved vinter-OL 2010 i Vancouver, og her blev han nummer 29 på 500 m og nummer tolv på 1000 m. Han indstillede sin karriere i 2011.

## Eksterne links
- Wikimedia Commons har flere filer relateret til Jan Bos